# Kwanza (řeka)
Kwanza popř. Cuanza je řeka v Angole. Je 960 km dlouhá. Povodí má rozlohu 147 700 km².

## Průběh toku

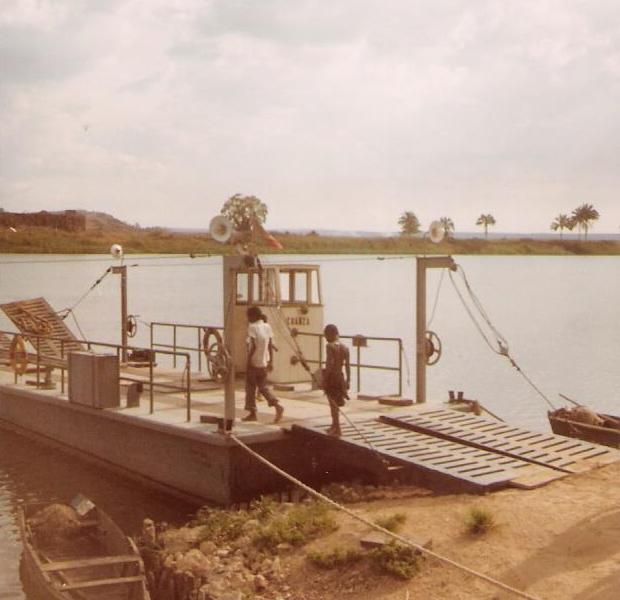

Pramení na planině Bie. Teče na sever a poté na severozápad a západ v hluboce zaříznuté dolině, přičemž vytváří řadu peřejí a vodopádů. Na dolním toku vtéká do přímořské nížiny. Ústí do Atlantského oceánu jižně od Luandy.

## Vodní režim
Největší průtok má v období dešťů.

## Využití
Vodní doprava je možná na dolním toku od ústí v délce 258 km. Na středním toku byla vybudována přehradní nádrž Kambambe.